# Morocus cuspidatus
Morocus cuspidatus är en mångfotingart som först beskrevs av Demange och Jean-Paul Mauriès 1975.  Morocus cuspidatus ingår i släktet Morocus och familjen Oxydesmidae. Inga underarter finns listade i Catalogue of Life.